# Dewesoft
Dewesoft — словенская международная частная компания, деятельность которой связана с проектированием и электроникой, со штаб-квартирой в Трбовле (Восточно-Центральная Словения), имеющая более 250 сотрудников по всему миру. Она предоставляет программное и аппаратное обеспечение для сбора данных, главным образом, для испытаний и измерений.

## История

### 2000—2010 гг.
Компания Dewesoft была основана 28 декабря 2000 года Юре Кнезом, Андреем Ороженом, Францем Дегеном и Гербертом Верниггом в Трбовле, Словения. Компания стала стратегическим ассоциативным партнером и поставщиком программного обеспечения для сбора данных для Dewetron в Австрии. Юре Кнез и Андрей Орожен заняли руководящие должности. В 2001 году было выпущено первое программное обеспечение для сбора данных, которое получило название Dewesoft 5.0. Программное обеспечение продавалось на рынках США и Азии. В 2002 году оно было запатентовано в бюро патентов США и ЕС. В 2003 году компания выпустила новое программное обеспечение для сбора данных под названием Dewesoft 6.0, в котором были представлены функции для автомобильной промышленности, телеметрии, измерений и анализа мощности. В 2003 году Dewesoft участвовала в замене старых бумажных регистраторов в ЦУП Космического центра Кеннеди, принадлежащий HACA. Бумажные регистраторы были заменены цифровыми системами сбора данных, основанными на программном обеспечении Dewesoft. Инженерам Dewesoft доверили работу в NASA, где они разработали цифровые интерфейсы для прямого приема данных телеметрии, а также данных высокоскоростной сети из интерфейса SCRAMnet. Эти телеметрические интерфейсы до сих пор используются клиентами Dewesoft по всему миру, главным образом в аэрокосмической и оборонной отрасли. В 2007 году Dewesoft решила изменить структуру собственности компании. 2 % акций было передано инженерам-разработчикам программного обеспечения. Компания сосредоточилась на интеграции аппаратных и программных устройств и систем для выполнения специальных измерительных задач. В 2008 г. Франц Деген и Герберт Вернигг покинули Dewetron. В том же году Dewesoft разработала свое первое оборудование — многоканальную систему сбора данных под названием DEWE-43. Данный продукт продолжает широко использоваться после ряда модификаций оборудования. Позже прибор был удостоен награды «Продукт года», вручаемой журналом NASA Tech Briefs. В том же году основатели компании, Кнез и Орожен, получили награду «Предприниматель года» в Словении. Компания выпустила новый прибор под названием MINITAUR, который использовался в сочетании с оборудованием DEWE-43, а также был оснащен встроенным ПК и SSD-накопителем.
В 2009 году был открыт первый международный офис прямых продаж и поддержки Dewesoft в Австрии и Гонконге. В том же году Dewesoft выпустила обновленное программное обеспечение для сбора данных Dewesoft 7.0. В этом масштабном обновлении был изменён графический интерфейс пользователя и добавлен ряд новых функций

### 2010—2020 гг.
В 2010 году компания представила систему сбора данных SIRIUS®. Главным нововведением продукта стала система подключения к компьютерам через USB и/или EtherCAT, а также технология Dewesoft DualCoreADC®. Система стала первым измерительным прибором, поступившим на рынок под брендом Dewesoft. В том же году компания выпустила регистратор данных SBOX SSD с обрабатывающим компьютером. Также был открыт офис прямых продаж и поддержки Dewesoft в Сингапуре. В 2011 году в честь своего 10-летнего юбилея компания провела первую международную конференцию Dewesoft Measurement Conference в Трбовле. 2012 год ознаменовался для компании крупным прорывом, поскольку она запустила новый программный пакет для сбора данных DewesoftX. Это был первый случай, когда компания отказалась от поддержки аналогового оборудования для сбора данных сторонних производителей. Новое программное обеспечение DewesoftX поддерживало исключительно оборудование Dewesoft. Компания также сделала программное обеспечение бесплатным и с пожизненными обновлениями для тех клиентов, которые приобрели оборудование для сбора данных. В том же году словенская ежедневная газета Dnevnik отметила Dewesoft наградой Golden Award как самую быстрорастущую компанию в стране. В 2012 году компания Dewesoft еще больше расширилась, открыв офисы прямых продаж и поддержки в Германии и США. 2013 год ознаменовался запуском продукта для полевых измерений KRYPTON®, основанного на технологии EtherCAT. Также компания провела 2-ю международную конференцию Dewesoft Measurement Conference, в которой приняли участие более 100 специалистов в области измерений со всего мира. В 2014 году компания Dewesoft прошла аккредитацию на соответствие ISO и получила сертификат ISO по стандартам 9001 и 14001. В 2014 году был открыт офис прямых продаж и поддержки в России. В 2015 году Dewesoft открыла новые офисы прямых продаж и поддержки на Тайване, а также представительства в 38 странах мира. Также была выпущена система R2DB, которая представляет собой компактную мобильную систему сбора данных со встроенным регистратором данных и компьютером для их обработки. Кроме того, компания провела 3-ю международную конференцию Dewesoft Measurement Conference в Лашко, Словения. Мероприятие посетили более 200 специалистов в области измерений со всего мира. Также компания запустила программное обеспечение для сбора данных Dewesoft X2, которое в том же году было удостоено звания «Инновация года» от журнала Automotive Testing Technology International Magazine. В 2016 году компания выпустила новые защищенные модули системы сбора данных для полевых измерений под названием KRYPTON® ONE. В том же году начался процесс смены собственника. Кнез и Орожен позволили сотрудникам покупать акции компании. Также были открыты офисы прямых продаж и поддержки в Бразилии. В 2017 году компания Dewesoft создала бизнес-акселератор Katapult для поддержки местных стартапов в сфере аппаратного обеспечения. Кроме того, 70 % сотрудников Dewesoft стали акционерами компании. Также были открыты офисы прямых продаж и поддержки в Швеции и Великобритании. В 2018 году компания провела 4-ю международную конференцию Dewesoft по измерениям в городе Лашко, Словения. Мероприятие посетили более 400 специалистов в области измерений со всего мира, которые обсудили будущее технологий сбора данных. Специальным гостем на конференции стала мисс Словении. В том же году компания выпустила линейку продуктов для сбора данных и управления в реальном времени IOLITE. Линейка объединила системы сбора данных и управления в реальном времени для промышленного использования. В том же году были открыты четыре новых офиса прямых продаж и поддержки, а именно в Бельгии, Дании, Индии и Италии. В 2019 году Dewesoft приобрела австрийские компании TVE Elektronische Systeme GMBH и DEWEnet. Кроме того, журнал NASA Tech Briefs Magazine объявил KRYPTON® ONE «Продуктом месяца». В начале 2020 года Dewesoft анонсировала 5-ю международную конференцию Dewesoft Measurement Conference 2020. Также компания открыла офисы прямых продаж и поддержки в Мексике.

## Организация
С 2010 года компания разрабатывает собственные программные решения, а также производит приборы для сбора данных. Pазработка, проектирование, тестирование и производство осуществляются в штаб-квартире в Словении.
В 2016 году владельцы Dewesoft, Кнез и Орожен, решили сменить собственника компании. Теперь два раза в год они предлагают своим сотрудникам приобрести акции компании. Акции можно покупать только внутри компании, внешнее инвестирование не допускается. Так компания стала полностью принадлежать сотрудникам и финансироваться за счет собственных средств.
В 2017 году Dewesoft запустила новый бренд Monodaq для производства более бюджетных продуктов. Разработка Monodaq осуществляется в бизнес-акселератор Katapult.
Компания с собственным рынком сбыта охватывает страны, на которые приходится две трети мирового ВВП. Важнейшие рынки компании — Германия, США и Китай. Несмотря на то, что компания ориентирована на зарубежные страны, она также сотрудничает с национальными предприятиями в области автомобильной и аэрокосмической промышленности. Офисы продаж, службы поддержки или дистрибьюторы Dewesoft расположены в 51 стране мира. Это Австрия, Бельгия, Чехия, Дания, Финляндия, Франция, Германия, Италия, Люксембург, Нидерланды, Польша, Румыния, Россия, Словения, Испания, Швеция, Швейцария, Турция, Великобритания, Португалия, Аргентина, Бразилия, Колумбия, Эквадор, Мексика, Панама, США, Чили, Парагвай, Уругвай, Перу, Австралия, Китай, Гонконг, Индия, Индонезия, Израиль, Япония, Малайзия, Новая Зеландия, Филиппины, Сингапур, Южная Корея, Тайвань, Таиланд, Вьетнам, Алжир, Египет, Марокко, Тунис и ЮАР.

## Сообщество

### Кatapult
Компания Dewesoft создала бизнес-акселератор Katapult, расположенный рядом со штаб-квартирой. Центр Katapult был основан с целью помочь молодым предпринимателям сделать первые шаги в бизнесе, особенно в регионе Засавье. Инфраструктура здания Katapult, а также кураторство и оборудование Dewesoft теперь доступны для стартапов. Katapult предоставляет в их распоряжение офисы, рабочие и производственные помещения, конференц-залы, кухню и спальни. Цель Katapult — снизить затраты на стартапы за счет их интеграции в совместные цепочки поставок всех участвующих компаний. Dewesoft стремится привлечь в Katapult компании, разрабатывающие собственные продукты. На сегодняшний день наиболее успешными участниками стали More Than Beauty, Chipolo, Ironate Pizza, Zoyo Baby, Hillstrike, Spacelink и школа SOS.

### Университеты
Компания сотрудничает с исследовательскими организациями, в частности, с Университетом Любляны и Университетом Марибора. В 2016 году Dewesoft также получила Торжественную грамоту Университета Марибора за выдающиеся достижения и заслуги в научных исследованиях, которые способствовали развитию Университета. Компания организует конференции и тренинги для студентов, начинающих карьеру.